# Josep Fonts Planàs
Josep Fonts Planàs (Reus, 1870 - Reus, segle XX) va ser un escriptor i periodista català.
L'historiador de la cultura reusenca Joaquim Santasusagna en fa una nota biogràfica. Era fill del periodista i poeta Marià Fonts Fortuny, i va néixer a la casa pairal de la família, La Florida, una masia reusenca important vora el terme municipal de La Canonja, amb uns quaranta jornals de terra. Estudià a l'institut de Reus i des de jove va tenir inclinacions literàries, segurament degut a la influència familiar. Es dedicà a portar la hisenda familiar i entrà al cos de redacció del Diario de Reus, on va escriure molts anys. També participà des de la seva fundació als setmanari satíric i literari La Trompeta. Vinculat a la societat "El Porvenir Reusense", amb altres joves amics seus, com ara Pere Ferré i Bonaventura Vallespinosa, va muntar un grup d'aficionats al teatre, i per a ells va escriure algunes obres. Destaquen Qui bé busca... bé troba, representada a la societat i impresa després a Reus, a la impremta de Celestí Ferrando el 1895, l'any de la seva representació. El mateix any va representar i publicar A cá'l procuradó: juguet cómich en un acte y en vers imprès també per Ferrando i estrenat amb èxit al teatre d'El Porvenir Reusense la nit del 26 de maig de 1895. L'any següent va publicar un llibre de poemes amb el títol de Las dos germanas. Les seves obres són més aviat entreteniments amb aires còmics escrites per diversió. Les seves col·laboracions al Diario de Reus anaven des dels articles d'opinió a la corresponsalia comarcal i a les crítiques d'art, de teatre i de cinema.